# Блотелинг, Абрахам
Абрахам (Авраам) Блотелинг, Блутелинг (нидерл. Abraham Blooteling, Bloteling, 1640; Амстердам — 20 января 1690, там же) — нидерландский рисовальщик и гравёр, издатель гравюр.
Родился в 1640 году в Амстердаме, там же был крещён 2 декабря. Сын гравёра Авраама Блотелинга. Возможно, что Абрахам Блотелинг был учеником Корнелиса Вишера (Фишера) — одного из членов большой и знаменитой семьи «Пискаторов», голландских гравёров и картографов. В Амстердаме учился у рисовальщика, гравёра и печатника Корнелиса ван Далена. В 1676 году Абрахам отправился в Англию, где его работы имели успех, после чего вернулся в Амстердам.
Блотелинг создал большое количество офортов, гравюр резцом, а также, с 1671 года, работ в технике меццо-тинто, причём столь успешно, что ему иногда приписывают изобретение качалки — ключевого для техники инструмента для подготовки печатной формы, а также последующее внедрение меццо-тинто в Англии.
В 1685 году Абрахам Блотелинг опубликовал коллекцию драгоценных камней Леонардо Агостини в гравюрах, награвированных им самим. Иногда он подписывал свои работы полным именем, а иногда монограммой «АВ». Блотелинг не был женат и не имел детей.
В 1689 году он составил завещание и умер в следующем году. Среди его учеников был Абрахам Мейндертс.